# Ruth Marton
Ruth Marton (geboren als Ruth Philippine Mühsam; 25. Februar 1912 in Berlin; gestorben 21. Juni 1999 in New York City) war eine österreichisch-amerikanische Schriftstellerin.

## Leben
Ruth Mühsam war eine Tochter des Filmkritikers Kurt Mühsam und der Kunsthistorikerin Alice Freymark. Ihre Schwester Gerd Muehsam wurde Bibliothekarin in den USA, ihr Bruder Helmut Muhsam Statistiker in Israel. Für die Familie wurde eine Kinderfrau engagiert, eine Zeitlang war das Gertrud Kolmar. Mühsam besuchte die Fürstin-Bismarck-Schule in Berlin-Charlottenburg und begann 1931 eine Ausbildung als Schauspielerin. 1933 bestand sie die Examina bei der Genossenschaft Deutscher Bühnen-Angehöriger und beim Deutschen Bühnenverein, durfte aber wegen ihrer nichtarischen Herkunft in Deutschland nicht auftreten. Ihre erste Rolle hatte sie als Phöbe in einer deutschsprachigen Inszenierung von Wie es euch gefällt in Straßburg, im Juni 1934 hatte sie einen Auftritt im Pariser Kabarett Les Sans-Culottes. In Wien hatte sie ein paar kleinere Rollen und schlug sich als Kostümschneiderin durch. Sie freundete sich mit Alexander Lernet-Holenia an, der ihr eine Rolle in seinem Stück Die Frau des Potiphar am Wiener Volkstheater verschaffte, zum Verdruss des Intendanten Rolf Jahn.
Im Jahr 1937 reiste sie nach Hollywood und war nach dem Anschluss Österreichs im Februar 1938 gezwungen dort zu bleiben.
Da sie auch perfekt Französisch sprach, konnte sie sich als Dolmetscherin und Gelegenheitssekretärin durchschlagen. Bei einer Party in Emigrantenkreisen traf sie 1939 auf Erich Maria Remarque, mit dem sie eine dauerhafte Freundschaft schloss. Möglicherweise hat Remarque geholfen, dass Marton 1940 auch ihre Mutter und ihre Schwester aus Deutschland in die USA holen konnte. Eine andere Hilfe waren der Regisseur John Huston und sein Vater Walter Huston, die es ihr für eine Zeit finanziell ermöglichten, sich auf das Schreiben zu konzentrieren.
Marton schrieb eine Short Story, Letter to a Girlfriend, und begann mit der Arbeit an ihrem ersten Roman Last Night of All, sie fand dafür aber keinen Verlag. Lediglich ein Script für einen Kurzfilm Salto Mortale konnte sie unterbringen. 1944 erhielt sie die US-amerikanische Staatsbürgerschaft und hieß von nun an Ruth Marton. 1949 war Marton Assistentin auf dem Set für Max Ophüls bei dessen Film The Reckless Moment. Ab 1950 lebte sie in New York. 1951 schrieb sie ein paar Scripts für die Lilli Palmer TV Show.
In den 1950er Jahren arbeitete Marton als Literaturagentin für verschiedene europäische Verlage. Ihr glückte es, für ihren eigenen Roman The Divorcees in Deutschland den Ullstein Verlag zu finden, der 1966 die deutsche Übersetzung herausbrachte, die 1967 in einer Folgeauflage beim Bertelsmann Lesering vertrieben wurde, der Roman erschien auch in dänischer, norwegischer und italienischer Übersetzung, aber nicht im englischen Original. Die beiden weiteren Teile der geplanten Romantrilogie fanden keinen Verlag.
Ein Auszug aus dem umfangreichen Manuskript ihrer Memoiren, der die Freundschaft mit Remarque behandelt, erschien 1993 in deutscher Übersetzung.

## Werke
- Entscheidung in New York : Roman. Übersetzung Brigitte Pfeil. Ullstein, Berlin 1966.
- Mein Freund Boni. Erinnerungen an Erich Maria Remarque. Übersetzung Ruth Marton, Susan Schwarz. Kiepenheuer & Witsch, Köln 1993.